# Hypergamie
Hypergamie (Oudgrieks: hýper, over en gámos, huwelijk) is het trouwen van een vrouw met een man die een hogere status heeft, meer aanzien geniet of rijker is dan zijzelf. De term werd in de negentiende eeuw gemunt ter aanduiding van een praktijk in India waarbij vaders hun dochters alleen uithuwelijken aan mannen met een hogere sociale status. Het tegenovergestelde van hypergamie is hypogamie, terwijl endogamie een huwelijk binnen de eigen sociale groep is.

## Onderzoeken
Een empirisch onderzoek uit 2007 onderzocht de partnervoorkeuren van abonnees op een computerdatabase in Israël met een zeer scheve geslachtsverhouding (646 mannen voor 1.000 vrouwen). Ondanks deze scheve geslachtsverhouding, ontdekten ze dat vrouwen gemiddeld gezien een hogere hypergamische selectiviteit laten zien op onderwijs en sociaaleconomische status, ze geven de voorkeur aan partners die superieur zijn aan hen in deze eigenschappen, terwijl mannen een selectie maken op basis van fysieke aantrekkingskracht, ze verlangen naar een partner die hoger scoort op de fysieke aantrekkelijkheidsschaal dan zijzelf.
Wetenschappelijk onderzoek uit 2007 liet zien dat, gemiddeld genomen, vrouwen vaker een man kiezen om rijkdom en status. Mannen kiezen op hun beurt liever een aantrekkelijke vrouw. In de Verenigde Staten werd aan 1134 mensen gevraagd of zij zouden trouwen voor geld. Ongeveer de helft van de vrouwen in de twintig zou daar serieus over nadenken, mits de man in kwestie wel minimaal tweeënhalf miljoen dollar (ongeveer 2,3 miljoen euro) zou bezitten. Ook zou 71% van de twintigers in het onderzoek verwachten binnen enkele jaren te scheiden van hun rijke man.